# Джина Родрігес
Джина Алексіс Родрігес (англ. Gina Alexis Rodriguez; нар. 30 липня 1985, Чикаго, Іллінойс, США) — американська актриса. Вона почала свою кар'єру на телебаченні, а в 2012 році отримала похвалу від критиків за головну роль в незалежній кінофільмі «Філлі Браун». Прорив Родрігес стався завдяки ролі в комедійному серіалі The CW «Незаймана Джейн», яка в 2015 році принесла їй «Золотий глобус» за найкращу жіночу роль серіалу.

## Життєпис та кар'єра
Родрігес народилася і виросла в Чикаго, штат Іллінойс, де закінчила середню школу. У шістнадцять вона вступила в Колумбійський університет, а потім вирушила до Нью-Йорка, де закінчила школу мистецтв Тиша в Нью-Йоркському університеті. Також вона чотири роки провела навчаючись акторської майстерності в студії Вільяма Мейсі та Фелісіті Хаффман Atlantic Theater Company, де виступала в різних постановках. Також вона зіграла роль Фріди Кало в п'єсі «Останні хвилини життя Фріди Кало», виступаючи по обидві сторони океану, як у Лондоні, так і в Нью-Йорку.
Родрігес знялася в декількох незалежних кінофільмах, була гостееюм в таких серіалах як «Закон і порядок», «Армійські дружини» і «Різзолі та Айлз», а також мала другорядну роль у денний мильній опері CBS «Зухвалі і красиві». На великому екрані вона найзнаніша завдяки головній ролі в незалежному фільмі 2012 року «Філлі Браун». Після успіху їй запропонували роль у серіалі «Підступні покоївки», але вона відмовилася від неї, пізніше розповівши в інтерв'ю про своє небажання грати стереотипного персонажа.
У 2014 році Родрігес отримала головну роль у комедійному серіалі The CW «Незаймана Джейн». Роль принесла їй визнання критиків і премію «Золотий глобус» за кращу жіночу роль в телевізійному серіалі — комедія або мюзикл. Після успіху серіалу вона отримала головні ролі у фільмах «Глибоководний горизонт» з Марком Волбергом і «Фіолетові серця».

## Особисте життя
З 2016 року Родрігес зустрічається з актором та бійцем MMA Джо Лоцицеро, з яким познайомилася на зніманні «незайманої Джейн». У серпні 2018 року пара оголосила про заручини. 4 травня 2019 року Родрігес і Лоциреро одружилися.

## Фільмографія
Станом на  22.09.2020

| Рік       |    | Українська назва                 | Оригінальна назва                         | Роль                                             |
| --------- | -- | -------------------------------- | ----------------------------------------- | ------------------------------------------------ |
|           | ф  | анонсовано                       | Carmen Sandiego                           |                                                  |
|           | ф  | передпродакшн                    | Bobbie Sue                                |                                                  |
| 2021      | ф  | Не спати                         | Awake                                     | Джилл                                            |
| 2018—2020 | с  | Єлена Авалорська                 | Elena of Avalor                           | Принцеса Маріса (голос, 4 епізоди)               |
| 2020      | мф | Скубі-Ду                         | Scoob!                                    | Вельма Дінклі (голос)                            |
| 2020      | с  |                                  | Diary of a Future President               | Президент Елена Каньєро-Рід (2 епізоди)          |
| 2020      | кф |                                  | Carmen Sandiego: To Steal or Not to Steal | Кармен Сандієґо (голос)                          |
| 2020      | ф  |                                  | Kajillionaire                             | Мелані                                           |
| 2019      | мс | Робоцип                          |                                           | Джинджер (голос, 1 епізод)                       |
| 2018—2019 | с  | Великий рот                      | Big Mouth                                 | Джина Альвес / Джина Перрот (голос, 12 епізодів) |
| 2019      | с  |                                  | Carmen Sandiego                           | Кармен Сандієґо / Чорна Вівця (19 епізодів)      |
| 2014—2019 | с  | Незаймана Джейн                  | Jane the Virgin                           | Джейн Вільянуева (99 епізодів)                   |
| 2019      | кф |                                  | Andy's Song                               | Таві                                             |
| 2019      | ф  |                                  | Someone Great                             | Дженні Янг                                       |
| 2019      | ф  | Міс Куля                         | Miss Bala                                 | Глорія Фуентес                                   |
| 2018      | ф  |                                  | Sharon 1.2.3.                             | Сінді                                            |
| 2018      | мф | Смолфут                          | Smallfoot                                 | Колка (голос)                                    |
| 2018      | с  |                                  | Animals.                                  | Оповідачка (голос, 1 епізод)                     |
| 2018      | с  | Бруклін 9-9                      | Brooklyn Nine-Nine                        | Аліша (1 епізод)                                 |
| 2018      | ф  | Анігіляція                       | Annihilation                              | Антрополог Аня Торенсен                          |
| 2017      | мф | Фердинанд                        | Ferdinand                                 | Дикобраз Уна (голос)                             |
| 2017      | мф | Та сама зірка                    | The Star                                  | Мері (голос)                                     |
| 2016      | ф  | Глибоководний горизонт           | Deepwater Horizon                         | Андреа Флейтас                                   |
| 2016      | ф  | Нотатки від татка                | Sticky Notes                              | Наталія                                          |
| 2014      | кф |                                  | C'est Jane                                | Джейн                                            |
| 2014      | кф |                                  | Since I Laid Eyes                         | Айлін                                            |
| 2014      | тф |                                  | Wild Blue                                 | Пілар Роблез                                     |
| 2013      | кф |                                  | Interstate                                | Наєлі                                            |
| 2013      | кф |                                  | Una Y Otra Y Otra Vez                     | Подружка                                         |
| 2013      | кф |                                  | The Price We Pay                          | Медик (голос)                                    |
| 2013      | с  | Різзолі та Айлз                  | Rizzoli & Isles                           | Лурдес Сантана (1 епізод)                        |
| 2013      | ф  |                                  | Sleeping with the Fishes                  | Алексіс Фіш                                      |
| 2013      | с  |                                  | Longmire                                  | Лорна Дав (1 епізод)                             |
| 2013      | ф  |                                  | Enter the Dangerous Mind                  | Едріан                                           |
| 2012      | ф  |                                  | California Winter                         | Офелія Рамірес                                   |
| 2012      | с  |                                  | No Names                                  | Меган (3 епізоди)                                |
| 2011—2012 | с  | Зухвалі і красиві                | The Bold and the Beautiful                | Беверлі (15 епізодів)                            |
| 2012      | ф  |                                  | Filly Brown                               | Махо Тоноріо                                     |
| 2011      | с  | Менталіст                        | The Mentalist                             | Ельвія (1 епізод)                                |
| 2011      | с  |                                  | Happy Endings                             | Ріта (1 епізод)                                  |
| 2011      | ф  |                                  | Go for It!                                | Джина                                            |
| 2010      | тф |                                  | My Super Psycho Sweet 16: Part 2          | Кортні                                           |
| 2010      | кф |                                  | Little Spoon                              | Менді                                            |
| 2010      | с  |                                  | Army Wives                                | Марісоль Еванс (3 епізоди)                       |
| 2010      | с  | 10 речей, які я в тобі ненавиджу | 10 Things I Hate About You                | Даніка (1 епізод)                                |
| 2010      | ф  |                                  | Our Family Wedding                        | Наречена                                         |
| 2009      | кф |                                  | Osvaldo's                                 | Ана Дейзі                                        |
| 2009      | с  |                                  | Eleventh Hour                             | Робін (1 епізод)                                 |
| 2008      | кф |                                  | Ten: Thirty One                           | Сусідка                                          |
| 2008      | ф  |                                  | Calling It Quits                          | Акторка                                          |
| 2004—2008 | с  | Закон і порядок                  | Law & Order                               | Інес Сорьяер / Йоланда (2 епізоди)               |
| 2005      | с  |                                  | Jonny Zero                                | Роуз (1 епізод)                                  |